# فجأة، الصيف الماضي
فجأة، الصيف الماضى (بالإنجليزية: Suddenly, Last Summer)‏ هو فيلم من أفلام الغموض القوطية الجنوبية لعام 1959 استنادًا إلى مسرحية 1958 التي تحمل نفس الاسم من تأليف تينيسي ويليامز. أخرج الفيلم المخرج جوزيف إل مانكيفيتش التصوير السينمائي لجاك هيلديارد. وأؤلفت النوتة الموسيقية بواسطة بوكستون أور، باستخدام موضوعات لمالكولم أرنولد. الفيلم من بطولة مونتغمري كليفت وإليزابيث تايلور وكاثرين هيبورن مع ألبيرت ديكر ومرسيدس مكامبريدج وجاري رايموند.

## الملخص
تدور أحداث الفيلم في إطار غريب حول دكتور نفسي (موننتغمري كليفت) ومريضة نفسية (إليزابيث تايلور) عندما تستدعيه عمتها (كاثرين هيبورن) لعلاجها .

## وصلات خارجية
- فجأة، الصيف الماضي على موقع IMDb (الإنجليزية)
- فجأة، الصيف الماضي على موقع الموسوعة البريطانية (الإنجليزية)
- فجأة، الصيف الماضي على موقع روتن توميتوز (الإنجليزية)
- فجأة، الصيف الماضي على موقع نتفليكس (الإنجليزية)
- فجأة، الصيف الماضي على موقع قاعدة بيانات الأفلام العربية
- فجأة، الصيف الماضي على موقع ألو سيني (الفرنسية)
- فجأة، الصيف الماضي على موقع Turner Classic Movies (الإنجليزية)
- فجأة، الصيف الماضي على موقع أول موفي (الإنجليزية)
- فجأة، الصيف الماضي على موقع بوكس أوفيس موجو (الإنجليزية)
- فجأة، الصيف الماضي على موقع فيلمافينيتي (الإسبانية)